# 源泰光
源 泰光（みなもと の やすみつ）は、鎌倉時代初期から中期にかけての公卿・歌人。村上源氏俊房流、右京権大夫・源師光の長男。官位は従三位・加賀守。

## 経歴
従五位下に叙爵後、後白河院政期後期の文治3年（1187年）兵部権少輔に任ぜられ、建久2年（1191年）従五位上に叙せられる。
後鳥羽院政期に入ると建久5年（1194年）正月に紀伊介を兼ねるが、同年4月に兵部権少輔を辞す代わりに正五位下に昇叙された。紀伊介の任期満了後は散位になったと見られるが、建仁3年（1203年）前権大納言・藤原泰通の知行国である加賀守に任ぜられる。泰通の母は源師頼の娘であるため泰光にとっては叔母にあたり、泰通の取りなしで加賀守に任ぜられた可能性がある。また泰光と泰通の通字が同じく「泰」なのは、偶然の一致ではないと考えられる。
承久3年（1221年）承久の乱終結後の12月に27年振りに昇叙されて従四位下に昇進する。その後も昇進は遅滞し、嘉禎2年（1237年）今度は16年ぶりの昇叙で従四位上となるなど、村上源氏の嫡流格ながら、他の源師頼の子孫らと同様、長らく官途は不遇であった。
後嵯峨院政期に入ると、宝治2年（1248年）従三位に叙せられ、82歳という極めて高齢ながら公卿に列す。これは、後嵯峨院による村上源氏取立て策の一環によるものと考えられる。翌建長元年（1249年）出家。

## 人物
勅撰歌人として、『新古今和歌集』（1首）以下の勅撰和歌集に和歌作品が6首採録されている。

## 官歴
『公卿補任』による。
- 文治3年（1187年） 12月4日：兵部権少輔
- 建久2年（1191年） 正月5日：従五位上
- 建久5年（1194年） 正月20日：兼紀伊介。4月7日：正五位下（兵部権少輔を辞しての昇叙）
- 建仁3年（1203年） 7月8日：加賀守（前権大納言藤原泰通知行国）
- 承久3年（1221年） 11月16日：従四位下（臨時）
- 嘉禎2年（1237年） 12月16日：従四位上（寛治5年（1091年）祖父・師頼の稲荷祇園社行幸時奉仕賞）
- 宝治2年（1248年） 日付不詳：従三位（越階）
- 建長元年（1249年） 日付不詳：出家

## 系譜
- 父：源師光
- 母：後白河院女房安芸 - 巨勢宗成の娘
- 妻：不詳
  - 男子：源俊平